# Sélune
La Sélune è un breve fiume della Francia, che scorre nel dipartimento della Manica, nella regione della Bassa Normandia.
Il fiume ha la sua sorgente nel comune di Saint-Cyr-du-Bailleul nel cantone di Barenton. Dopo un corso di 91 km, si getta nella baia del Mont Saint-Michel con una foce a estuario.
Prima degli inizi dell'XI secolo costituiva il confine tra il ducato di Bretagna e il ducato di Normandia, funzione poi assunta dal Couesnon.
Il fiume è ricco di salmoni e trote (di mare e di fiume), di lucci, tinche, gardon, sandre, perche e carpe.

## Idrologia
Insieme ai fiumi Sée e Couesnon, la Sélune partecipa al funzionamento idraulico particolarmente complesso della baia del Mont Saint-Michel, dove le forti maree apportano grandi quantità di sedimenti che vengono però nuovamente portati al largo dalle correnti combinate dei tre fiumi.

### Affluenti
- Oir a Ducey
- Beuvron a Saint-Aubin-de-Terregatte
- Airon a Saint-Hilaire-du-Harcouët
- Cance a Notre-Dame-du-Touchet

### Dighe
Nella prima metà del XX secolo vi sono state costruite due dighe per alimentare centrali idroelettriche: quella della Roche-qui-boit e quella di Vezins.

#### Diga di Vezin

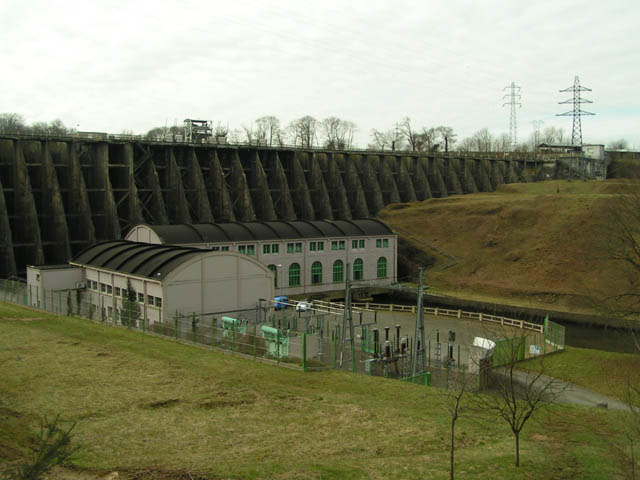
Diga di Vezins

La diga di Vezins, è stata costruita a volte multiple con contrafforti in cemento armato, tra il 1929 e il 1932 dalla "Sociétè des forces motrices de la Sélune", su progetto degli ingegneri Louis Pelnard-Considère e Albert Caquot. Raggiunge 36 m di altezza e 276 m di lunghezza.
In seguito alla costruzione della diga si è originato un lago artificiale lungo 19 km che copre una superficie di 200 ettari. Sul lago si praticano la pesca e il canottaggio.
Nel corso della seconda guerra mondiale la centrale alimentò l'arsenale di Cherbourg e la costruzione delle fortificazioni del Vallo Atlantico da parte delle forze di occupazione tedesche, ritardate da un sabotaggio che distrusse due trasformatori della centrale.

#### Diga della Roche-qui-Boit
Si trova a valle della diga di Vezins e ne costituisce un'opera di compensazione. La costruzione venne autorizzata nel 1914 e i lavori si svolsero tra il 1916 e il 1919. La diga è lunga 129 m e raggiunge i 16 m di altezza.
Contribuisce alla produzione di energia idroelettrica per circa 4 milioni di kW·h ogni anno. La sua portata emissaria è al minimo di 2 m³/s.
Anche questa diga ha dato origine ad un lago artificiale, lungo 5 km e che copre una superficie di 40 ettari con 4 milioni di m³ d'acqua.